# La Robe du soir
La Robe du soir (El vestit de la tarda) és una pel·lícula francesa dirigida per Myriam Aziza en 2010 sobre les relacions entre adults i adolescents.

## Argument
Juliette, de 12 anys, tímida i incòmode, adora la seva professora de francès, Madame Solenska. Una dona de quaranta anys bella i sovint provocativa, la Sra Solenska intenta de seduir al seu jove auditori: la seva classe és el seu teatre i els seus estudiants, la seva millor audiència. Convençuda de ser la seva alumna favorita, Juliette imaginar una relació especial amb aquesta dona. Però un dia, seguint en secret a la senyora Solenska, ella veu sortir Antoine, un estudiant de la seva classe especialment atractiu. Cada gest, cada mirada de la senyora Solenska a l'adolescent, cada paraula intercanviada acaba d'alimentar les seves sospites. La imaginació torturada de Juliette es desboca: per a ella, Madame Solenska i Antoine estan vinculats per una relació sentimental secreta ...

## Fitxa tècnica
- Direcció : Myriam Aziza
- Guió : Myriam Aziza i Sophie Bredier
- Fotografia : Benoît Chamaillard
- Música : Martin Wheeler
- So : Yolande Decarsin
- Muntatge : Ariane Mellet
- Durada : 85 minutes

## Repartiment
- Alba Gaïa Bellugi: Juliette
- Lio: Hélène Solenska
- Léo Legrand: Antoine
- Sophie Mounicot: la mare
- Bernard Blancan: el director
- Barthélemy Guillemard: Adrien
- Lucie Bourdeu: Natacha
- Sylvain Creuzevault: l'oncle
- Raphaèle Bouchard: Charlotte, l'amic de l'oncle
- Aly Bourguiba: Aly